# Ashar Bernardus
Ashar Bernardus (Willemstad, 21 de dezembro de 1985) é um futebolista profissional curaçauense que atua como meia.

## Carreira
Ashar Bernardus integrou a Seleção Curaçauense de Futebol na Copa Ouro da CONCACAF de 2017.